# Laurie C. Battle
Laurie Calvin Battle, född 10 maj 1910 i Wilsonville i Alabama, död 2 maj 2000 i Bethesda i Maryland, var en amerikansk politiker (demokrat). Han var ledamot av USA:s representanthus 1947–1955.
Battle efterträdde 1947 Luther Patrick som kongressledamot och efterträddes 1955 av George Huddleston Jr.
Battle ligger begravd på Arlingtonkyrkogården.